# كاثرين ميراندا تشانغ
كاثرين ميراندا تشانغ (بالإسبانية: Katherine Gabriela Miranda Chang)‏ مواليد 11 فبراير 1994 في ليما، هي لاعبة كرة مضرب بيروفية. أعلى تصنيف لها في الفردي كان 740. أعلى تصنيف لها في الزوجي كان 539.

## النهائيات

### الزوجي
| الحصيلة | الرقم | التاريخ        | الدورة            | الأرضية | الشريك             | المنافس                           | النتيجة       |
| ------- | ----- | -------------- | ----------------- | ------- | ------------------ | --------------------------------- | ------------- |
| الفوز   | 1.    | 24 أكتوبر 2011 | بوغوتا، كولومبيا  | ترابية  | باتريسيا كو فلوريس | سيسيليا كوستا ميلغار بيلين لودونا | 6–4, 7–5      |
| الفوز   | 2.    | 7 نوفمبر 2011  | ميديلين، كولومبيا | ترابية  | باتريسيا كو فلوريس | مارتينا فرانتوفا ليبي موما        | 6–4, 7–6(7–4) |
| الوصافة | 1.    | 16 أبريل 2012  | أريكيبا، بيرو     | ترابية  | باتريسيا كو فلوريس | إرين كلارك إنغريد فارغاس كالفو    | 6–7(2–7), 5–7 |

## روابط خارجية
- كاثرين ميراندا تشانغ على موقع رابطة محترفات التنس (الإنجليزية)
- كاثرين ميراندا تشانغ على موقع الاتحاد الدولي لكرة المضرب (الإنجليزية)
- كاثرين ميراندا تشانغ على موقع كأس بيلي جين كينغ (الإنجليزية)
- كاثرين ميراندا تشانغ على موقع خلاصة التنس.كوم (الإنجليزية)